# Rorrington
Rorrington – przysiółek w Anglii, w hrabstwie Shropshire, w dystrykcie (unitary authority) Shropshire. Rorrington jest wspomniana w Domesday Book (1086) jako Roritune.